# سوني يوهانسون
سوني يوهانسون (بالسويدية: Sonny Johansson)‏ (17 أكتوبر 1948 السويد - ) هو لاعب كرة قدم سويدي يلعب كمهاجم.

## روابط خارجية
- سوني يوهانسون على موقع قاعدة بيانات كرة القدم.إي يو (الإنجليزية)
- سوني يوهانسون على موقع عالم كرة القدم.نت (الإنجليزية)